# RNPS1
RNPS1 (англ. RNA binding protein with serine rich domain 1) – білок, який кодується однойменним геном, розташованим у людей на короткому плечі 16-ї хромосоми. Довжина поліпептидного ланцюга білка становить 305 амінокислот, а молекулярна маса — 34 208.
| 10         |  | 20         |  | 30         |  | 40         |  | 50         |
| ---------- |  | ---------- |  | ---------- |  | ---------- |  | ---------- |
| MDLSGVKKKS |  | LLGVKENNKK |  | SSTRAPSPTK |  | RKDRSDEKSK |  | DRSKDKGATK |
| ESSEKDRGRD |  | KTRKRRSASS |  | GSSSTRSRSS |  | STSSSGSSTS |  | TGSSSGSSSS |
| SASSRSGSSS |  | TSRSSSSSSS |  | SGSPSPSRRR |  | HDNRRRSRSK |  | SKPPKRDEKE |
| RKRRSPSPKP |  | TKVHIGRLTR |  | NVTKDHIMEI |  | FSTYGKIKMI |  | DMPVERMHPH |
| LSKGYAYVEF |  | ENPDEAEKAL |  | KHMDGGQIDG |  | QEITATAVLA |  | PWPRPPPRRF |
| SPPRRMLPPP |  | PMWRRSPPRM |  | RRRSRSPRRR |  | SPVRRRSRSP |  | GRRRHRSRSS |
| SNSSR      |  |            |  |            |  |            |  |            |

A: Аланін

D: Аспарагінова кислота

E: Глутамінова кислота

F: Фенілаланін

G: Гліцин

H: Гістидин

I: Ізолейцин

K: Лізин

L: Лейцин

M: Метіонін

N: Аспарагін

P: Пролін

Q: Глутамін

R: Аргінін

S: Серин

T: Треонін

V: Валін

W: Триптофан

Кодований геном білок за функцією належить до фосфопротеїнів. 
Задіяний у таких біологічних процесах, як процесинг мРНК, сплайсинг мРНК, ацетилювання, альтернативний сплайсинг. 
Білок має сайт для зв'язування з РНК. 
Локалізований у цитоплазмі, ядрі.